# (79993) 1999 FU4
(79993) 1999 FU4 là một tiểu hành tinh vành đai chính. Nó được phát hiện bởi Kitt Peak ngày 17 tháng 03 1999.